# Forcipomyia lemuria
Forcipomyia lemuria är en tvåvingeart som beskrevs av Meillon 1961. Forcipomyia lemuria ingår i släktet Forcipomyia och familjen svidknott. Inga underarter finns listade i Catalogue of Life.